# 武田祐吉
武田 祐吉（たけだ ゆうきち、1886年5月5日 - 1958年3月29日）は、大正・昭和期の日本の国文学者（上代文学）。万葉集や古事記の研究で業績がある。元國學院大學教授。日本学士院賞受賞。

## 経歴
1886年(明治19年)、東京市日本橋区（現・東京都中央区）で生まれた。幼少期は大阪で育ち、大阪府第五尋常小学校（現 天王寺中学）に入学。同級生に折口信夫・岩橋小弥太・西田直二郎がいた。1908年（明治41年）國學院大學に入学し、三矢重松に師事した。
1913年（大正2年）に國學院大学を卒業。翌年、小田原中学校教諭となった。1916年（大正5年）に退職し、東京帝国大学において、佐佐木信綱の『校本万葉集』編纂に従事する。なお、その最中に佐佐木が蒐集していた古文書の中から花山院長親の『耕雲千首』を発見し、その奥書より後亀山天皇の元中年間の南朝に仙洞（上皇）がいたことを示す記述を発見した。元中年間にはすでに後醍醐天皇・後村上天皇は崩御しており、仙洞として存在する可能性があるのは、この当時即位の事実について議論されていた長慶天皇以外には考えられなかった。
文学の立場から同天皇の即位について研究し、その研究は「長慶天皇を仰ぎ奉りて」（『日本及日本人』第696号）として発表された。武田の研究は、同じく同天皇在位の研究をしていた八代国治の発表よりは遅れたものの、同天皇が歴代天皇に加えられた際には八代とともにその功労を評価され、皇室から褒賞を与えられることになった。
1920年（大正9年）、國學院大學講師に就任。1926年（大正15年）には同教授に昇格。1930年（昭和5年）、学位論文『万葉集仙覚本ノ研究』を京都帝国大学に提出して文学博士号を取得。その後も『万葉集』・『古事記』の研究を進め、1950年（昭和25年）にこれらの功績に対して日本学士院賞を授与された。
戦後の新制大学への刷新にあたって、1948年4月に國學院大學に新制文学部が開設された際には、初代文学部長となった。1953年（昭和28年）2月6日、允恭天皇千五百年式年祭に先立ち、皇居にて天皇・皇后に允恭天皇に関する進講を行う。1958年3月29日、心臓衰弱のため死去。墓所は多磨霊園にある。

## 受賞・栄典
- 1950年：『万葉集』の研究に対して日本学士院賞を受賞[1]。

## 著作

### 著書
- 『上代国文学の研究』博文館 1921
- 『上代文学の研究 第1編 神と神を祭る者との文学』古今書院 1924
- 『上代文学の研究 第2編 万葉集書誌』古今書院 1928
- 『上代日本文学史』博文館 1930
- 『万葉集新解』山海堂出版部 1930
- 『国文学研究 万葉集篇』大岡山書店 1934
- 『作者別万葉集評釈 第1巻 皇室歌人篇 非凡閣 1935
- 『徒然草新解』山海堂 1935
- 『万葉集総釈 第1』楽浪書院 1935
- 『古事記』楽浪書院 日本全書 1936
- 『万葉集と忠君愛国』日本文化協会出版部 日本精神叢書 1936
- 『国文学研究 歌道篇　神祇文学篇』大岡山書店 1937
- 『女身万葉 随筆集』改造社 1939
- 『歴代歌人研究 第1巻 柿本人麻呂』厚生閣 1940
- 『古典の恩愛』明治書院 1941
- 『神・人・自然』八雲書林 1942
- 『勤皇秀歌 万葉時代篇』聖紀書房 1942
- 『古典の精神』創元社 創元選書 1942
- 『言葉の樹』青磁社 1942
- 『上代日本文學』博文館 1942
- 『肇国紀伝』明世堂 1942
- 『万葉集』大亦観風絵 至文堂 青少年日本文学 1942
- 『愛国精神と和歌』啓明会 1943
- 『古事記の精神と釈義』旺文社 1943
- 『古代文学講話』明世堂書店 1943
- 『万葉集新解』山海堂出版部 1943
- 『万葉精神』湯川弘文社 1943
- 『山部赤人』青梧堂 日本文学者評伝全書 1943
- 『国文学研究 柿本人麿攷』大岡山書店 1943
- 『古事記研究 帝紀攷』青磁社 1944
- 『万葉自然』弘文社 1946
- 『万葉集全註釈』改造社 1948-51
- 『日本文学史要説』富士出版 1949
- 『万葉集教材新講』武蔵野書院 1949
- 『万葉集校定の研究』明治書院 1949
- 『評釈万葉集選』明治書院 1951
- 『西行一代物語・実朝一代物語』至文堂 物語日本文学 1953
- 『古事記説話群の研究』明治書院 1954
- 『通解名歌辞典』蒼明社 1955

### 著作集
- 『武田祐吉著作集』(全8巻) 角川書店 1973

1. 第1巻：神祇文学篇
2. 第2・3巻：古事記篇
3. 第4巻：古事記・風土記篇
4. 第5-7巻：万葉集篇
5. 第8巻：文学史・歌物語篇

### 編・校注・共著
- 『万葉集』編 古今書院 1926
- 『隠岐本新古今和歌集』三矢重松・折口信夫共校 岡書院 1927[8]
- 『万葉読本』編 古今書院 1927
- 『万葉集叢書』校訂 古今書院 1923-1926

1. 第5輯 万葉集攷証（岸本由豆流）校訂
2. 第6輯 万葉集管見（下河辺長流）校訂
3. 第7輯 万葉集目安補正（池永秦良稿 上田秋成補）

- 『日本文学類従 校註 第1巻 上代文学集』編 博文館 1929
- 『竹取物語 校註』明治書院 1930
- 『国文六国史』全11巻 今泉忠義共編、佐藤謙三共訳 大岡山書店 1932-41
- 『記紀歌謡集』校註 岩波文庫 1933
- 『万葉集 西本願寺本』巻1至20 佐佐木信綱共編 竹柏会 1933
- 『古事記 新訂要綱』編 三省堂 高等国文叢刊 1934
- 『神楽歌・催馬楽 附・東遊・風俗』編 岩波文庫 1935
- 『大和物語詳解』水野駒雄共著 湯川弘文社 1936
- 『風土記』岩波書店〈岩波文庫 1478-1481〉、1937年。
  - 『武田祐吉著作集 第4巻（古事記・風土記篇 3）』角川書店、1973年。
- 『今昔物語選 校註』明治書院 1938
- 『拾遺和歌集』校 岩波文庫 1938
- 『上代文学新選 校註』編 東京武蔵野書院 1939
- 契沖『万葉代匠記』校 冨山房百科文庫 1938-45[9]
- 『定本万葉集』第1-5 佐佐木信綱共編 岩波書店 1926-48
- 『万葉集歌史選』編 山海堂出版部 1941
- 景戒『校本日本霊異記』校訂 国學院大学学術部編 明世堂書店 1943
- 『全訳万葉集 第1 解説・巻第1-3』創元社 1943
- 『明治天皇御集 類纂謹註』編 明治書院 1943
- 『万葉集 西本願寺本』第1-3 佐佐木信綱、久松潜一共編 古典文庫 1946-48
- 『新定万葉集』有精堂 1948
- 『日本書紀』校註 朝日新聞社 日本古典全書 1948-57
- 『上代説話選 校註日本文芸新篇』編 武蔵野書院 校註国文叢書 1950
- 『竹取物語新解』明治書院 1950
- 『徒然草新選』編 明治書院 1950
- 『日本霊異記』(日本古典全書) 校註 朝日新聞社 1950
- 『校註日本文芸新篇万葉集抄』澤瀉久孝・久松潜一共編 武蔵野書院 1951
- 『竹取物語の文法』土田知雄共著 明治書院 1954
- 『風土記・霊異記』訳編 至文堂 物語日本文学 1954
- 『万葉集』校註 角川文庫 1954-55
- 『ポケット新辞典』編 明治書院 1955
- 『万葉集全講』明治書院 1955-56
- 『日本文学史』久松潜一・吉田精一共著 角川書店 1955-60
- 『角川国語辞典』久松潜一共編 角川書店 1956
- 『記紀歌謡集全講』明治書院 1956
- 『古事記』訳註 角川文庫 1956
- 『古事記・風土記・記紀歌謡』(日本古典鑑賞講座 2)　角川書店 1957
- 『角川古語辞典』久松潜一共編 角川書店 1958
- 『日本古典文学大系 第1 古事記祝詞』倉野憲司共校注 岩波書店 1958
- 『万葉秀歌評釈』土田知雄共著 武蔵野書院 1959
- 『万葉集 上』(国語国文学研究史大成 1) 久松潜一・森本治吉共編著 三省堂 1961
- 『日本三代実録』佐藤謙三共編、臨川書店 1986
  - 新装改訂：戎光祥出版 2009